# Pata (Sulu)
Pour les articles homonymes, voir pata.
Pata est une municipalité insulaire de la province de Sulu, dans l'archipel de Sulu aux Philippines. 

## Démographie
Sa population était de 14 918 habitants au recensement de 2010 sur une superficie de 59 km2. Elle est subdivisée en quatorze barangays.
En 2015, elle compte 22 163 habitants.